# Erebia regalis
Erebia regalis är en fjärilsart som beskrevs av Hormuzaki 1937. Erebia regalis ingår i släktet Erebia och familjen praktfjärilar. Inga underarter finns listade i Catalogue of Life.